# 安比盧貝
安比盧貝是馬達加斯加的城市，由第亞那區負責管轄，海拔高度47米，從事農業和畜牧業分別佔就業人口40%和35%，主要農產品有甘蔗、棉花、稻米和番茄，2001年人口約56,000。
13°12′S 49°3′E / 13.200°S 49.050°E